# Lipogya eutheta
Espèce
Lipogya eutheta est une espèce de lépidoptères (papillons) de la famille des Geometridae, et vivant en Australie.

## Synonyme
- Symmetroctena scotina Turner, 1917
- Symmetroctena eutheta Turner, 1917

## Première publication
Turner AJ, Revision of Australian Lepidoptera, Proceedings of the Linnean Society of New South Wales v.42 p. 323 (1917) (en) Texte complet